# Argos Volley 2018-2019
Questa voce raccoglie le informazioni riguardanti l'Argos Volley nelle competizioni ufficiali della stagione 2018-2019.

## Organigramma societario
Area direttiva
- Presidente: Enrico Vicini
- Vicepresidente: Ubaldo Carnevale
- Segreteria generale: Antonella Evangelista

Area organizzativa
- General manager: Admirim Lami
- Consulente tecnico: Luca Giannetti
- Magazzino: Viktoria Guchgeldyeva
- Consulente legale: Mario Cioffi
- Interprete: Pamela Cellupica

Area tecnica
- Allenatore: Mario Barbiero
- Allenatore in seconda: Maurizio Colucci
- Scout man: Stefano Frasca
- Video man: Franco Vicini
- Allenatore settore giovanile: Martina Cancelli, Vittorio Giacchetti, Chiara Ottaviani, Salvatore Pica, Luca Vermiglio
- Responsabile settore giovanile: Alessandro Tiberia

Area comunicazione
- Ufficio stampa: Carla De Caris, Cristina Lucarelli
- Ufficio stampa settore giovanile: Roberta Velocci
- Speaker: Pietro Di Alessandri
- Fotografo: Claudia Di Lollo, Matteo Ricci, Giovanni Tomaselli
- Manager del pubblico: Patrizio Pandozzi
- Webmaster: Laura di Manno

Area marketing
- Ufficio marketing: Carla De Caris, Valeriano Velocci
- Biglietteria: Ylenia Caringi, Elena Khvan
- Responsabile attività promozionale: Carlo Saccucci

Area sanitaria
- Medico: Elvio Quaglieri
- Preparatore atletico: Giacomo Paone
- Fisioterapista: Antonio Ludovici
- Ortopedico: Raffaele Cortina
- Massaggiatore: Luigi Duro

## Rosa
| N° | Nome                 | Ruolo | Data di nascita   | Nazionalità sportiva |
| -- | -------------------- | ----- | ----------------- | -------------------- |
| 1  | Federico Marrazzo    | P     | 12 settembre 1994 | Italia               |
| 2  | Mattia Farina        | S     | 7 maggio 2001     | Italia               |
| 3  | Michał Kędzierski    | P     | 9 agosto 1994     | Polonia              |
| 4  | Edoardo Caneschi     | C     | 26 gennaio 1997   | Italia               |
| 5  | Kupono Fey           | S     | 21 gennaio 1995   | Stati Uniti          |
| 6  | Federico Bonami      | L     | 29 settembre 1993 | Italia               |
| 7  | João Rafael Ferreira | S     | 17 marzo 1993     | Brasile              |
| 8  | Rasmus Nielsen       | S     | 22 maggio 1994    | Danimarca            |
| 9  | Davide Esposito      | C     | 25 agosto 1995    | Italia               |
| 10 | Willian Bermudez     | S/O   | 5 agosto 1994     | Colombia             |
| 14 | Pierpaolo Mauti      | L     | 1º marzo 1995     | Italia               |
| 15 | Dušan Petković       | O     | 27 gennaio 1992   | Serbia               |
| 16 | Karol Rawiak         | S     | 2 aprile 1994     | Polonia              |
| 18 | Gabriele Di Martino  | C     | 20 luglio 1997    | Italia               |

## Risultati

### Superlega

#### Girone di andata
| 1ª giornata - 14 ottobre 2018 PalaPanini, Modena                          | Modena            | 3 - 0 | Argos              | 25-18, 25-18, 25-18               |
| 2ª giornata - 21 ottobre 2018 PalaCoccia, Veroli                          | Argos             | 1 - 3 | Trentino           | 22-25, 20-25, 25-22, 19-25        |
| 3ª giornata - 28 ottobre 2018 PalaMensSana, Siena                         | Emma Villas       | 2 - 3 | Argos              | 25-22, 23-25, 22-25, 25-22, 11-15 |
| 4ª giornata - 1º novembre 2018 PalaCoccia, Veroli                         | Argos             | 3 - 0 | Padova             | 25-23, 26-24, 25-19               |
| 5ª giornata - 4 novembre 2018 PalaOlimpia, Verona                         | BluVolley Verona  | 3 - 0 | Argos              | 25-18, 25-17, 28-26               |
| 6ª giornata - 7 novembre 2018 PalaCoccia, Veroli                          | Argos             | 1 - 3 | Powervolley Milano | 25-22, 19-25, 17-25, 23-25        |
| 7ª giornata - 11 novembre 2018 PalaCivitanova, Civitanova Marche          | Lube              | 3 - 0 | Argos              | 25-23, 25-19, 25-23               |
| 8ª giornata - 18 novembre 2018 Palazzetto dello Sport, Monza              | Milano            | 1 - 3 | Argos              | 21-25, 25-17, 23-25, 23-25        |
| 9ª giornata - 25 novembre 2018 PalaCoccia, Veroli                         | Argos             | 0 - 3 | Porto Robur Costa  | 22-25, 15-25, 19-25               |
| 10ª giornata - 2 dicembre 2018 PalaCoccia, Veroli                         | Argos             | 3 - 2 | Callipo            | 23-25, 25-18, 23-25, 25-23, 15-11 |
| 11ª giornata - 9 dicembre 2018 Palazzetto dello sport, Cisterna di Latina | Top Volley Latina | 3 - 1 | Argos              | 25-19, 19-25, 25-21, 28-26        |
| 12ª giornata - 16 dicembre 2018 PalaCoccia, Veroli                        | Argos             | 1 - 3 | Sir Safety Perugia | 25-22, 16-25, 18-25, 16-25        |
| 13ª giornata - 23 dicembre 2018 PalaFlorio, Bari                          | New Mater         | 1 - 3 | Argos              | 25-21, 25-27, 22-25, 18-25        |

#### Girone di ritorno
| 1ª giornata - 26 dicembre 2018 PalaCoccia, Veroli           | Argos              | 2 - 3 | Modena            | 28-30, 19-25, 25-23, 26-24, 11-15 |
| 2ª giornata - 29 dicembre 2018 PalaTrento, Trento           | Trentino           | 3 - 0 | Argos             | 25-19, 25-11, 25-23               |
| 3ª giornata - 8 febbraio 2019 PalaCoccia, Veroli            | Argos              | 3 - 2 | Emma Villas       | 21-25, 28-26, 23-25, 25-21, 15-10 |
| 4ª giornata - 13 gennaio 2019 Palasport San Lazzaro, Padova | Padova             | 3 - 2 | Argos             | 25-18, 25-21, 24-26, 13-25, 15-6  |
| 5ª giornata - 20 gennaio 2019 PalaCoccia, Veroli            | Argos              | 1 - 3 | BluVolley Verona  | 17-25, 25-18, 23-25, 22-25        |
| 6ª giornata - 29 gennaio 2019 PalaPiantanida, Busto Arsizio | Powervolley Milano | 3 - 2 | Argos             | 21-25, 16-25, 25-15, 25-18, 15-12 |
| 7ª giornata - 3 febbraio 2019 PalaCoccia, Veroli            | Argos              | 0 - 3 | Lube              | 20-25, 21-25, 22-25               |
| 8ª giornata - 17 febbraio 2019 PalaCoccia, Veroli           | Argos              | 0 - 3 | Milano            | 22-25, 19-25, 19-25               |
| 9ª giornata - 24 febbraio 2019 PalaDeAndré, Ravenna         | Porto Robur Costa  | 1 - 3 | Argos             | 20-25, 22-25, 25-22, 20-25        |
| 10ª giornata - 3 marzo 2019 PalaValentia, Vibo Valentia     | Callipo            | 1 - 3 | Argos             | 27-25, 16-25, 23-25, 20-25        |
| 11ª giornata - 10 marzo 2019 PalaCoccia, Veroli             | Argos              | 2 - 3 | Top Volley Latina | 25-21, 25-19, 22-25, 23-25, 15-17 |
| 12ª giornata - 17 marzo 2019 PalaEvangelisti, Perugia       | Sir Safety Perugia | 3 - 1 | Argos             | 20-25, 25-21, 25-20, 25-12        |
| 13ª giornata - 24 marzo 2019 PalaCoccia, Veroli             | Argos              | 3 - 0 | New Mater         | 25-20, 25-14, 25-19               |

## Statistiche

### Statistiche di squadra
| Competizione | Punti | In casa | In casa | In casa | In trasferta | In trasferta | In trasferta | Totale | Totale | Totale |
| Competizione | Punti | G       | V       | P       | G            | V            | P            | G      | V      | P      |
| ------------ | ----- | ------- | ------- | ------- | ------------ | ------------ | ------------ | ------ | ------ | ------ |
| Superlega    | 28    | 13      | 4       | 9       | 13           | 5            | 8            | 26     | 9      | 17     |
| Totale       | -     | 13      | 4       | 9       | 13           | 5            | 8            | 26     | 9      | 17     |

G = partite giocate; V = partite vinte; P = partite perse

### Statistiche dei giocatori
| Giocatore     | Serie A1 | Serie A1 | Serie A1 | Serie A1 | Serie A1 | Totale | Totale | Totale | Totale | Totale |
| Giocatore     | P        | PT       | AV       | MV       | BV       | P      | PT     | AV     | MV     | BV     |
| ------------- | -------- | -------- | -------- | -------- | -------- | ------ | ------ | ------ | ------ | ------ |
| W. Bermudez   | 12       | 5        | 4        | 1        | 0        | 12     | 5      | 4      | 1      | 0      |
| F. Bonami     | 26       | 0        | 0        | 0        | 0        | 26     | 0      | 0      | 0      | 0      |
| E. Caneschi   | 26       | 141      | 80       | 46       | 15       | 26     | 141    | 80     | 46     | 15     |
| G. Di Martino | 26       | 127      | 76       | 34       | 17       | 26     | 127    | 76     | 34     | 17     |
| D. Esposito   | 13       | 11       | 5        | 3        | 3        | 13     | 11     | 5      | 3      | 3      |
| M. Farina     | 2        | 0        | 0        | 0        | 0        | 2      | 0      | 0      | 0      | 0      |
| J. Ferreira   | 26       | 357      | 302      | 24       | 31       | 26     | 357    | 302    | 24     | 31     |
| K. Fey        | 26       | 150      | 108      | 22       | 20       | 26     | 150    | 108    | 22     | 20     |
| M. Kędzierski | 26       | 47       | 20       | 14       | 13       | 26     | 47     | 20     | 14     | 13     |
| F. Marrazzo   | 25       | 10       | 0        | 1        | 9        | 25     | 10     | 0      | 1      | 9      |
| P. Mauti      | 14       | 0        | 0        | 0        | 0        | 14     | 0      | 0      | 0      | 0      |
| R. Nielsen    | 14       | 72       | 55       | 7        | 10       | 14     | 72     | 55     | 7      | 10     |
| D. Petković   | 26       | 590      | 525      | 22       | 43       | 26     | 590    | 525    | 22     | 43     |
| K. Rawiak     | 7        | 0        | 0        | 0        | 0        | 7      | 0      | 0      | 0      | 0      |

P = presenze; PT = punti totali; AV = attacchi vincenti; MV = muri vincenti; BV = battute vincenti